# Beamish (piwo)
Beamish – irlandzka marka piwa typu stout. Zapoczątkowana przez browar Beamish and Crawford założony w 1792 roku w Corku.
Rzadko dostępna w Polsce. Przypomina w smaku Guinness Draught Cold, posiada kremową, azotową, delikatną pianę.